# Église Saint-Martin de Boissy-aux-Cailles
L’église Saint-Martin est un édifice religieux catholique situé à Boissy-aux-Cailles, en France.

## Situation et accès
L’édifice est situé sur la place de l’Église, à l’est du village de Boissy-aux-Cailles. Plus largement, il se trouve dans le département de Seine-et-Marne, en région Île-de-France.

## Historique
L’église fait l’objet d’une inscription au titre des monuments historiques par arrêté du 18 mars 1926, en tant que propriété de la commune.